# PediaPress
PediaPress — онлайн-сервис, который позволяет новому пользователю скомпилировать и издать книгу, используя статьи из Википедии.
Книги печатаются по технологии печать по требованию.
По данным немецкого издания PC World, цена для самостоятельно сделанной книги составляет 8 € за первые 100 страниц плюс 3 € за каждые 100 дополнительных.
PediaPress и Фонд Викимедиа являются партнёрами с декабря 2007 года. Викимедиа получает 10 % дохода от продажи книг.